# 38ª Brigata fanteria di marina "Atamano Petro Sahajdačnyj"
La 38ª Brigata fanteria di marina autonoma "Atamano Petro Sahajdačnyj" (in ucraino 38-ма окрема бригада морської піхоти імені гетьмана Петра Сагайдачного?, 38-ma okrema bryhada mors'koї pichoty imeni het'mana Petra Sahajdačnoho, unità militare A4765) è un'unità di fanteria di marina del Corpo della fanteria di marina ucraina con base a Horišni Plavni.

## Storia
La brigata si è costituita il 10 novembre 2022, come parte dell'espansione dell'esercito ucraino in previsione della controffensiva estiva, sulla base del 503º Battaglione fanteria di marina autonomo, fondato a Mariupol' il 20 luglio 2015, veterano della guerra del Donbass e della battaglia di Mariupol' durante l'invasione russa dell'Ucraina del 2022. L'unità ha immediatamente iniziato l'addestramento al combattimento del personale. A giugno 2023 si trovava schierata a Cherson.
All'inizio di agosto è entrata per la prima volta in azione durante la controffensiva ucraina a sud di Velyka Novosilka, cooperando con la 35ª e la 37ª Brigata fanteria di marina lungo la valle del fiume Mokri Jaly e contribuendo alla liberazione del villaggio di Urožajne il 15 del mese. A ottobre elementi dell'unità sono stati trasferiti nella regione di Cherson, dove hanno attraversato il Dnepr e occupato il villaggio di Krynky sulla sponda meridionale, infliggendo perdite all'810ª Brigata fanteria di marina delle guardie.
Nell'ottobre 2024 la brigata è stata trasferita sul fronte di Pokrovs'k, venendo schierata nell'area a sud di Myrnohrad. Il 6 dicembre 2024, in occasione della Giornata delle Forze Armate, la brigata è stata insignita del titolo onorifico "Per il Valore e il Coraggio" da parte del presidente ucraino Volodymyr Zelens'kyj. A dicembre la brigata è stata la seconda unità della fanteria di marina ucraina, facendo seguito alla 36ª Brigata, a ricevere in dotazione i veicoli da combattimento Marder 1A3 di provenienza tedesca. Il 23 maggio 2025, in occasione della Giornata della Fanteria di Marina, la brigata è stata ufficialmente intitolata a Petro Sahajdačnyj, atamano dei Cosacchi di Zaporižžja dal 1616 al 1622, che trasformò da milizie irregolari a esercito professionista.

## Struttura
- Comando di brigata[13]
- 1º Battaglione fanteria di marina
- 2º Battaglione fanteria di marina
- 503º Battaglione fanteria di marina (Mariupol', unità militare A1275)[14]
- Battaglione corazzato (T-72EA)
- Battaglione sistemi senza pilota "Korsar"
- Gruppo d'artiglieria (2S1 Gvozdika e M109L)
- Battaglione artiglieria missilistica contraerei
- Battaglione genio
- Battaglione manutenzione
- Battaglione logistico
- Compagnia ricognizione
- Compagnia comunicazioni
- Compagnia radar
- Compagnia cecchini
- Compagnia guerra elettronica
- Compagnia difesa NBC
- Compagnia medica

## Comandanti
- Colonnello Jevhenij Bova (novembre 2022 - marzo 2025)[15]
- Tenente colonnello Jevhen Bespalov (marzo 2025 - in carica)[16]